# Tiếng Lombard
Thuật ngữ Lombard chỉ một nhóm các biến thể ngôn ngữ liên quan được nói chủ yếu ở Bắc Italia (phần lớn là Lombardia và một số khu vực phụ cận) và mạn nam Thụy Sĩ (Ticino và Graubünden).
Lombard thuộc về nhóm ngôn ngữ Gallo-Italic trong nhóm ngôn ngữ Rôman.
Hai phương ngữ chính (tiếng Tây Lombard và tiếng Đông Lombard) khác nhau đáng kể và không phải lúc nào những người nói hai thứ tiếng này cũng có thể thông hiểu lẫn nhau. Sự kết hợp của Tây Lombard hay Insubric, Đông Lombard hay Orobic và các biến thể ngôn ngữ trung gian dưới một tên "Lombard" chỉ đơn giản là theo tập quán chứ không dựa vào phân tích ngôn ngữ nào cả mà là phổ biến của cả ngôn ngữ này ở vùng Lombardia.

## Tình hình hiện nay

### Tình trạng
Tiếng Lombard được xem là một ngôn ngữ thiểu số, khác biệt về mặt cấu trúc so với tiếng Ý theo dân tộc học và theo Sách đỏ về các ngôn ngữ bị đe dọa của UNESCO . Dù đôi khi bị nhầm là một phương ngữ Italia (thậm chí cả một số người bản ngữ), tiếng Lombard không có quan hệ quá gần gũi với tiếng Italia. Tiếng Lombard và tiếng Italia thuộc các nhánh khác nhau của nhóm ngôn ngữ Rôman.